# Serra Mitjana (Rubió)
La Serra Mitjana és una muntanya de 720 metres que es troba al municipi de Rubió, a la comarca de l'Anoia.